# برج یو.اس. استیل
برج یو.اس. استیل، (به انگلیسی: U.S. Steel Tower) آسمان‌خراش ۶۴ طبقه به ارتفاع ۲۵۶ متر، با کاربری اداری-تجاری است، که در شهر پیتسبرگ، پنسیلوانیا مستقر می‌باشد. پروژه ساخت این ساختمان در سال ۱۹۶۸ آغاز شد و در سال ۱۹۷۰ تکمیل و افتتاح گردید.